# Nadine Fest
Nadine Fest, född 28 juni 1998 i Villach, är en österrikisk utförsåkare som representerar SC Gerlitzen - Kärnten.
Hon tävlar i samtliga discipliner och tillhör sedan 2017 det österrikiska A-landslaget.
Hennes främsta internationella meriter är seger i Ungdoms-OS 2016 och dubbel juniorvärldsmästarinna från 2017.

## Resultat
Beskrivning
| DH | Störtlopp                           |
| SG | Super-G                             |
| GS | Storslalom                          |
| SL | Slalom                              |
| P  | Parallellstorslalom/Parallellslalom |
| CE | Stadsevenemang                      |
| AC | Alpin kombination                   |
| LT | Lagtävling                          |

### Europacupen
| Datum            | Plats         | Disciplin | Placering | Detaljer |
| ---------------- | ------------- | --------- | --------- | -------- |
| 10 december 2016 | Kvitfjell     | AC        | Trea      | Resultat |
| 27 januari 2017  | Davos         | SG        | Etta      | Resultat |
| 30 januari 2017  | Chatel        | SG        | Etta      | Resultat |
| 30 januari 2017  | Chatel        | AC        | Etta      | Resultat |
| 16 december 2017 | Crans-Montana | AC        | Trea      | Resultat |
| 17 december 2017 | Sarntal       | SG        | Tvåa      | Resultat |